# Marc Nelson
Pour les articles homonymes, voir Nelson.
Marc Nelson (né le 23 janvier 1971 à Philadelphie (Pennsylvanie)) est un chanteur américain. 

## Biographie
Sa mère est la dernière chanteuse de R'n'B/Dance Phyllis Nelson, connu pur ses chansons I Like You et Move Closer. Il a été un des premiers membres de Boyz II Men tout en fréquentant la High School of Performing Arts de Philadelphie. Toutefois, Nelson a quitté le groupe avant qu'ils ne sortent leur premier album pour poursuivre sa propre carrière solo.
Après avoir signé un contrat solo avec Capitol Records, Marc Nelson a fait un succès avec une reprise de I Want You de Marvin Gaye, qui atteint la 26e place dans les classements R'n'B. Le suivant, Count On Me, atteint la 48e place dans les classements R'n'B. Nelson sort son premier album solo, I Want You. en 1991.
Après la sortie de son album solo, Nelson a commencé à concentrer ses talents d'auteur-compositeur. Appelant l'attention de Babyface, Nelson a écrit pour des artistes comme Toni Braxton, Brandy, Tamia, Tyrese et Jon B. Par Babyface, Nelson a rencontré les quatre membres du groupe Az Yet et a été ajouté à la composition du groupe en tant que second chanteur et le groupe a été signé chez LaFace Records.
En tant que membre de Az Yet, Nelson a eu beaucoup de succès. Le premier album éponyme du groupe est sorti en 1996 et est devenu disque de platine. Il a eu beaucoup de succès avec le single Last Night devenu disque d'or et était en tête des classements R'n'B. En plus, ils atteignent la 9e place du Hot 100. Leur second single, Hard To Say I'm Sorry fait encore mieux en devenant un disque de platine et en atteignant la 8e du Hot 100.
Nelson a quitté le groupe après avoir été chassé à cause de la fin du succès. Il a commencé à écrire intensément, puis, lorsqu'il est convaincu de ce qu'il avait produit, a retourné à sa carrière solo une fois de plus. Il sort son second album, Chocolate Mood, en 1999. L'album contient le plus gros succès de Nelson en solo 15 Minutes, qui atteint la 4e place des classements R'n'B et la 27e du Hot 100.
Le 9 janvier 2007, Nelson a été honorée par la SESAC dans leur troisième Jazz Awards Luncheon pour avoir écrit It's On Tonight de Brian Culbertson. L'événement récompensent les auteurs de jazz qui ont une de leurs chansons dans le top 5 des classements jazz entre le 1er janvier 2006 au 31 décembre 2006.
Nelson sort son premier projet indépendant, Marc: My Words (Lyric Masters 911) le 24 juillet 2007. Nelson  a écrit ou coécrit les paroles des 14 chansons de l'album. Il a également produit tous les titres de l'album avec plusieurs des pistes coproduits par d'autres personnes. Nelson extrade les chansons pour la sortie de son catalogue des chansons écrites entre 2001 et 2007 et commence à enregistrer en 2006. L'album contient la version originale de I Don't Wanna Be In Love(coécrit avec l'artiste jazz Brian Culbertson) qui apparaît également sur la sortie de 2007 Crystal City de Andre Ward.
Nelson a également été membre fondateur du super-groupe R'n'B Blayse avec d'autres vétérans du R'n'B comme Tony Grant de Az Yet, Gary "Lil G" Jenkins de Silk et Terrell Phillips de Blackstreet. Bien que le groupe a réussi à enregistrer plusieurs chansons, les enregistrements n'ont jamais été rendu public, l'album ne fut jamais achevé, et le groupe se dissout en décembre 2007. Lil G quitte Blayse pour retourner dans Silk et Nelson retourne dans Az Yet. Tony Grant fait une tournée dans la production de concerts de Tyler Perry The Marriage Counselor de janvier à mai 2008.

## Discographie
- 1991: I want you
- 1999: Chocolate Mood
- 2007: Marc My Words

## Apparitions sur scène
- Love Ain't Supposed to Hurt - Part II: The Wedding
- Tell Hell I Ain't Coming
- King Solomon Lives
- Men Cry In The Dark